# Col d'Aragon
Le col d'Aragon  est un col de montagne pédestre frontalier des Pyrénées à 2 808 ou 2 809 mètres d'altitude entre le département français des Hautes-Pyrénées, en Occitanie, et la province espagnole de Huesca en Aragon, sur la frontière franco-espagnole.
Il relie la vallée du Marcadau en Lavedan à la vallée de Tena en Aragon.

## Géographie
Le col d'Aragon est encadré par la pic de Cambalès (2 965 m) au nord et la pène d'Aragon (2 918 m) au sud. 
Il surplombe les lacs de Cambalès au nord-est et les ibónes de la Facha au sud-ouest

## Protection environnementale
Le col est situé dans le parc national des Pyrénées.

## Voies d'accès
On y arrive côté français par le versant est depuis le Pont d'Espagne (1 520 m) et la vallée du Marcadau au fond de laquelle se trouve le refuge Wallon (1 865 m) puis par le sentier des lacs du Cambalès.
Côté espagnol, le col donne accès à la vallée de Tena et plus précisément sur celle de Panticosa, creusée par le barranco de campo Plano. On y apprécie de nombreux lacs : ibónes de la Facha.